# Вегета
Вегета је универзални додатак за јела хрватске компаније Подравка. Представља јединствену комбинацију неколико врста зачина и седам врста сушеног поврћа. Користи се за побољшање укуса свих врста сланих јела. 
Вегету је створила научница Злата Бартл, 1959. године, заједно са својим тимом стручњака. Након шездесет пет година постојања, извози се у више од четрдесет земаља света и сматра се за један од најпознатијих хрватских производа, као и један од највећих брендова прехрамбене индустрије у средњој, источној и југоисточној Европи.

## Настанак и развој
Историја Вегете започела је 1958. године у компанији Подравка. Злата Бартл и тим технолога из Подравке, створили су јединствену рецептуру, која је од 1959. године до данас остала непромењена. С обзиром да се у то време у стручним часописима писало о недостатку витамина Б у исхрани, рецептура је садржала и рибофлавин, који вегети даје њену препознатљиву жуту боју. 
Вегета се у почетку звала вегета 40. Према речима инжењера Ивана Гијека, назив вегета 40 предложио је Иван Живко, шеф тадашњег представништва Подравке у Загребу. Постоји неколико објашњења о тачном настанку имена вегета али се свако од њих односи на скраћени назив енглеске речи vegetables, што значи „поврће”. 
Плаво картонско паковање Златко Бенотић је допунио ликом кувара који гестом руке и задовољним осмехом сугерише одличан укус јела са додатком вегете.
Првобитно плаво паковање са ликом кувара доживело је редизајн 1964. када је картонска кутија замењена алуминијумском кесом с црвено-белим Подравкиним срцем и ликом кувара, а од 1966. Вегета се пакује у лименку са ликом девојке у традиционалној јапанској ношњи. 
До 1971. је коришћено име вегета 40, када је назив промењен у вегета, и такав остао до данас.
1972. амбалажа вегете поново добија плаву боју коју је, заједно са ликом кувара, задржала до данас. Модернија амбалажа, са елементом поврћа, уведена је 1994. године, а доживела је још један редизајн 2015. године.

## Састав
У састав оригиналне рецептуре вегете класик улази кухињска со, сушено поврће 15,5% (шаргарепа, пашканат, кромпир, лук, целер, першунов лист), појачивачи арома (мононатријум-глутаминат, динатријум-инозитат), шећер, зачини, кукурузни скроб и боја (рибофлавин). 
Данас, поред вегета класик, у асортиману Подравка производа на тржишту Србије, могу се наћи и вегета са пилетином, вегета течне маринаде и вегета коцке.

## Тржиште
Након свог настанка, вегета је прво уведена на тржиште  СФРЈ, а од 1967. године Подравка потписује прве продајне уговоре са иностраним партнерима и почиње извоз вегете на тржишта Русије и Мађарске. Четири године касније, извоз се шири и на Аустрију, Шведску, Западну Немачку, Чехословачку и Аустралију. Од 1989. вегета се извози у Европу, Америку и Аустралију.

## Маркетинг
1974. године, покренута је прва телевизијска кулинарска емисија „Мале тајне великих мајстора кухиње”. Емисија се емитовала 24 године, четвртком пре Дневника на првом програму ТВ Загреб. Заштитни знак серијала била је најавна песма Арсена Дедића „Али неких ствари има, што не говоре се свима, што се само неком шапну, ти знаш!”.